# Совгаванская ТЭЦ
Совгаванская ТЭЦ (ТЭЦ в г. Советская Гавань) — тепловая электростанция в г. Советская Гавань Советско-Гаванского района Хабаровского края. Одна из самых современных электростанций России, введена в эксплуатацию в 2020 году. Входит в состав АО «Дальневосточная генерирующая компания» (входит в группу РусГидро).

## Конструкция станции
Совгаванская ТЭЦ представляет собой тепловую паротурбинную электростанцию с комбинированной выработкой электроэнергии и тепла. Установленная мощность электростанции — 126 МВт, тепловая мощность — 200 Гкал/час, проектная среднегодовая выработка электроэнергии — 630 млн кВт·ч. Тепловая схема станции выполнена с поперечными связями по основным потокам пара и воды. Проектное топливо — каменный уголь марки Г Ургальского месторождения. Основное оборудование станции включает в себя два турбоагрегата мощностью по 63 МВт, каждый из которых включает в себя турбину Т-63-13/0,25 и генератор ТФ-63-2У3. Пар для турбоагрегатов вырабатывают три котла Е-210-13,8-560. Производитель паровых турбин — Калужский турбинный завод, генераторов — предприятие «Элсиб», котлов — предприятие «Красный котельщик». Система водоснабжения — оборотная, с использованием вентиляторной градирни СВГ-324-3. Станция оборудована электрофильтрами с эффективностью 99,6 % и дымовой трубой высотой 150 м. Выдача электроэнергии в энергосистему производится с открытого распределительного устройства (ОРУ) напряжением 110 кВ по следующим линиям электропередачи:
- ВЛ 110 кВ Совгаванская ТЭЦ — ПС Окоча (2 цепи);
- ВЛ 110 кВ Совгаванская ТЭЦ — ПС Ванино (2 цепи);
- ВЛ 110 кВ Совгаванская ТЭЦ — ПС Эгге.

## Экономическое значение
Совгаванская ТЭЦ — новый энергообъект Хабаровского края, который должен заместить устаревшую и изношенную Майскую ГРЭС и стать источником энергии для дальнейшего развития Советско-Гаванского промышленно-транспортного узла, где предполагается построить многопрофильный портовый и судоремонтный центры, контейнерные и угольные терминалы, а также развивать переработку рыбы и морепродуктов. Прогнозируемое в связи с этим увеличение грузопотока по БАМу потребует бесперебойной подачи электричества. Также новая ТЭЦ обеспечит централизованное теплоснабжение города Советская Гавань, вытеснив малоэкономичные и неэкологичные котельные, а также впервые обеспечит подачу воды в город в течение всего года. Последнее будет осуществлено только после модернизации системы водоснабжения в домах города, которая завершится не ранее 2022 года.

## История строительства
Решение о строительстве новой ТЭЦ в Советской Гавани было принято в 2010 году в связи с тем, что агрегаты Майской ГРЭС выработали свой ресурс. В декабре 2011 года в результате присоединения ПАО «РАО Энергетические системы Востока» строительство ТЭЦ перешло в компетенцию ПАО «РусГидро». Строительство станции вошло в программу строительства четырех тепловых станций на Дальнем Востоке, для реализации которой РусГидро было докапитализировано на 50 миллиардов рублей.
В 2012 году был подписан указ Президента Российской Федерации, предполагавший строительство на Дальнем Востоке нескольких новых электростанций, в том числе и Совгаванской ТЭЦ.
В июне 2013 года ПАО «РусГидро» учредило АО «ТЭЦ в г. Советская Гавань». В декабре 2014 года началось бетонирование фундаментов под каркас главного корпуса строящейся электростанции. В сентябре 2015 года в связи с значительным отставанием от утвержденного графика выпуска рабочей документации был расторгнут договор с генпроектировщиком ТЭЦ АО «Сибирский ЭНТЦ». Новый генпроектировщик, АО «Лонас технология», был выбран в декабре 2015 года. В октябре 2015 года завершено возведение ствола 150-метровой дымовой трубы ТЭЦ. В ноябре 2015 года введен в эксплуатацию первый этап схемы выдачи электрической мощности от строящейся ТЭЦ.
В ноябре 2016 года железная дорога от станции «Мыс Марии», построенной на одноимённом мысе недалеко от Совгаванской ТЭЦ, была присоединена к путям БАМа.
В 2018 году начато строительство теплотрассы от ТЭЦ до Советской Гавани, а также реконструкция теплосетей города для подготовки их к приёму тепла от ТЭЦ. На эти цели Дальневосточная генерирующая компания направила 824 миллиона рублей.
В январе 2020 года, по сообщению правительства Хабаровского края, готовность ТЭЦ составляла 90 %, а общая сумма средств, потраченных на возведение объекта, достигла 33,8 млрд рублей. К этому моменту на ТЭЦ было выполнено устройство теплого контура зданий главного, административно-бытового и общестанционного корпусов, закончен монтаж трёх котлоагрегатов, трёх электрофильтров и двух турбоагрегатов, вёлся монтаж вспомогательного оборудования. На стройке работало более 1,7 тыс. человек. В апреле 2020 года были завершены испытания первого турбоагрегата станции — он был успешно синхронизирован с Единой энергетической системой и выдал первые киловатт-часы. Месяцем ранее были успешно испытаны установленные на ТЭЦ турбины производства Калужского турбинного завода.
Торжественная церемония пуска станции состоялась 9 сентября 2020 года. Городские власти связывают с завершением строительства электростанции надежды на привлечение в Советскую Гавань новых инвесторов.